# Paralaudakia
Paralaudakia — рід ящірок родини агамових (Agamidae). Один із 9 родів підродини Agaminae.. Представники роду поширені в Європі та Азії. Типові мешканці аридних передгір'їв та гір. Описано 8 видів.

## Етимологія
Назва на інших мовах: rock agamas (англ.; дослівно «скельні агами»); Wirtelschwanzagamen (нім.; дослівно «колохвості агами»); азиатские горные агамы (рос.).

## Опис
Ящірки середнього розміру, до 40 см завдовжки. Самці трохи більші за самиць. Тулуб сплощений у дорзо-вентральному напрямі. Хвіст довгий, здатний до автотомії. Кінцівки довгі. Голова відносно широка і пласка. Горловий мішок не розвинений. Спинний гребінь не розвинений. Ушний отвір великий, неглибокий; барабанна перетинка розташована поверхово. Пальці стиснуті. 
Тіло вкрите кілюватою лускою неправильної форми. Хвостова луска розташована правильними  поперечними рядами, які утворюють кільця, об'єднані в сегменти по 2—4 кільця. Горлова луска гладенька. Потиличний щиток не збільшений. 
Основний фон забарвлення тіла сірий, коричнюватий або пісочний, на якому часто розташований темний візерунок із смуг, ліній, кілець з білими, жовтими або помаранчевими лусками всередині. Черево білувате, з помаранчевим відтінком у самиць і молоді. Агами здатні міняти колір тіла або окремих його частин.

## Поширення
Представники роду поширені на півдні Східної Європи (Росія, Азербайджан), у  Західній, Центральній та Південній Азії (Вірменія, Грузія, Туреччина, Іран, Ірак, Туркменістан, Узбекистан, Киргизстан, Таджикистан, Монголія, Китай, Афганістан, Пакістан, Індія).

## Особливості біології
Представники роду населяють різноманітні аридні місцевості, від передгір'їв до висогір'їв. Ведуть денний спосіб життя. Як сховища використовують пустоти і щілини між скелями і камінням. Виключно територіальні. Самці активно охороняють свої індивідуальні ділянки, де часто утворюють «гареми» з кількох самиць. Декмонстративна поведінка дуже характерна і виражається, у першу чергу, у поклонах та кивках голови різної частоти.
Представники роду належать до яйцекладних плазунів. Самиці відкладають від 2 до 15 яєць.
Живляться переважно різноманітними безхребетними, але в харчовому раціоні важливу роль відіграють квітки, листки та соковиті плоди рослин.

## Охорона
Стан природних популяцій всіх видів роду залишається більш-менш стабільним. Саме тому вони, згідно Червоного списку МСОП, отримали охоронну категорію «відносно благополучні види». Гірські агами мешкають на багатьох природно-заповідних територіях у межах їх ареалів.

## Практичне значення
Ряд видів гірських агам успішно розводяться в неволі та є традиційними об'єктами міжнародної торгівлі домашніми тваринами.

## Систематика
У 2012 році при ревізії роду Laudakia на основі морфологічних даних із нього був виділений рід Paralaudakia, однако він визнається не всіма герпетологами. До нового роду потрапили 8 видів, у тому числі:
- Paralaudakia badakhshana (S. Anderson & Leviton, 1969)
- Paralaudakia bochariensis (Nikolsky, 1897)
- Paralaudakia caucasia (Eichwald, 1831)
- Paralaudakia erythrogaster (Nikolsky, 1896)
- Paralaudakia himalayana (Steindachner, 1867)
- Paralaudakia lehmanni (Nikolsky, 1896)
- Paralaudakia microlepis (Blanford, 1874)
- Paralaudakia stoliczkana (Blanford, 1875)